# Týn (Lomnice)
Týn (německy Thein) je vesnice, část obce Lomnice v okrese Sokolov v Karlovarském kraji. Nachází se asi jeden kilometr západně od Lomnice. Je zde evidováno 99 adres. V roce 2011 zde trvale žilo 412 obyvatel.
Týn leží v katastrálním území Týn u Lomnice o rozloze 5,53 km².
Týn zástavbou plynule navazuje na Lomnici, kde leží historické centrum. Částí protéká Lomnický potok.

## Historie
První písemná zmínka o vesnici pochází z roku 1408, kdy ji držel Václav z Týna.
V 70. letech 14. století se na nothavských lénech, mezi které patřilo území Lomnice a Týna, usadili rytíři z Týna. Rod přijal jméno podle místa, kde si vybudoval své sídlo. Rod Týnů se od počátku 15. století se řadil k významným rodům Loketska. Nejznámější z nich byl Kryštof z Týna, žijící v letech 1453 až 1518. Dodnes se po rytířích z Týna se dochovaly pozůstatky tvrziště se zbytky valů na vyvýšeném místě v Týnu.
Středověká až raně novověká tvrz oválného půdorysu s mohutným příkopem a valem se nacházela na zahradách dnešních domů čp. 15, 16, 17. Pozůstatky tvrze jsou od roku 1963 chráněné jako kulturní památka. Za šlechtice, který zde měl podle šlikovského urbáře pouze vlastní hospodářství, lze považovat Víta z Týna. Nevlastnil však již původní rodové sídlo a žil v Boučí.
Další připomínkou rytířů z Týna jsou renesanční náhrobky vsazené do západní a jižní stěny kostela svatého Jiljí. Podle Schallera měl rod rytířů z Týna vymřít roku 1660 Jindřichem z Týna.

### Hornictví
V okolí se dobývala železná ruda, která se vozila do železáren v Rotavě a Šindelové.
Na přelomu 19. a 20. století se začalo v okolí dobývat hnědé uhlí. V bezprostředním okolí existoval důl Erika, který se opětovně otevřel v roce 1974 odklizem skrývky a v roce 1975 těžbou uhlí. Těžba byla ukončena koncem 70. let 20. století. Název Erika se používal i pro lom na těžbu písku při západním okraji k. ú. Týn u Lomnice. Opuštěná pískovna Erika byla v roce 2004 vyhlášená evropsky významnou lokalitou a v roce 2018 národní přírodní památkou.
Původní zemědělská krajina byla přesypána tělesem Velké podkrušnohorské výsypky. Severně a západně od zástavby Týna probíhaly od roku 2005 rekultivace výsypky. V roce 2020 byla podepsána smlouva mezi společnostmi Sokolovská uhelná a BMW o výstavbě testovacího polygonu pro automobily. Stavba polygonu byla zahájena v roce 2020 a vedení německé automobilky BMW plánuje investovat zhruba 300 milionů eur. V nově vznikajícím testovacím centru by mělo navíc vzniknout více než sto nových pracovních míst.

## Obyvatelstvo
Při sčítání lidu v roce 1921 zde žilo 547 obyvatel, z toho 540 Němců a sedm cizinců. K římskokatolické církvi se hlásilo 545 obyvatel, dva k církvi evangelické.
| Rok                                                      | 1869 | 1880 | 1890 | 1900 | 1910 | 1921 | 1930 | 1950 | 1961 | 1970 | 1980 | 1991 | 2001 | 2011 | 2021 |
| -------------------------------------------------------- | ---- | ---- | ---- | ---- | ---- | ---- | ---- | ---- | ---- | ---- | ---- | ---- | ---- | ---- | ---- |
| Počet obyvatel                                           | 391  | 415  | 400  | 435  | 497  | 547  | 569  | 395  | 370  | 541  | 411  | 442  | 386  | 412  | 512  |
| Počet domů                                               | 66   | 73   | 78   | 75   | 78   | 81   | 102  | 60   | -    | 145  | 84   | 105  | 87   | 98   | 142  |
| Počet domů v roce 1961 je zahrnut v počtu domů v Lomnici |      |      |      |      |      |      |      |      |      |      |      |      |      |      |      |

## Obecní správa
Při sčítání lidu v letech 1850–1876 Týn byl osadou městyse Svatava v okrese Falknov. V letech 1877–1949 byl samostatnou obcí v okrese Falknov nad Ohří (v letech 1877–1910 Falknov). Od roku 1949 je částí obce Lomnice v okrese Sokolov.

## Pamětihodnosti
- Tvrziště (kulturní památka)
- Venkovský dům čp. 19 (kulturní památka)